# Storia di Piera
Storia di Piera is een Italiaanse dramafilm uit 1983 onder regie van Marco Ferreri.

## Verhaal
De vrijgevochten Eugenia woont met haar man in een klein dorpje. Ze staat er bekend om haar excentrieke levensstijl. Eugenia heeft seksuele relaties met andere mannen. Hun dochter Piera heeft bijgevolg geen idee hoe een normaal gezin functioneert.

## Rolverdeling
| Acteur               | Personage |
| -------------------- | --------- |
| Isabelle Huppert     | Piera     |
| Hanna Schygulla      | Eugenia   |
| Marcello Mastroianni | Lorenzo   |
| Angelo Infanti       | Tito      |
| Tanya Lopert         | Elide     |